# 利皮克
利皮克是克羅地亞的城鎮，位於該國東部，由波熱加-斯拉沃尼亞縣負責管轄，始建於1517年，面積212平方公里，海拔高度154米，鎮上的溫泉水溫高達60攝氏度，2001年人口6,674。

## 友好城市
- 法國 库西堡-欧夫里克
- 乌克兰 德羅霍貝奇

## 外部連結
- 官方网站